# Eyragues
Eyragues es una comuna francesa situada en el departamento de Bocas del Ródano, en la región de Provenza-Alpes-Costa Azul.

## Demografía
| 2092 | 2288 | 2512 | 2968 | 3504 | 3941 | 4421 |
| Para los censos de 1962 a 1999 la población legal corresponde a la población sin duplicidades (Fuente: INSEE [Consultar]) |      |      |      |      |      |      |